# Number One TV
Number One TV — зарубежный поп-музыкальный канал, начавший вещание в 1994 году. Телеканал начал своё вещание на августа 1994 года.
Канал Number One TV транслирует в основном зарубежную музыку, а также развлекательные программы, такие как обзоры текущих событий, журналы, путеводители по городу, ток-шоу и программу Chart. Этот канал може смотрят на спутнике для абонаты турецкие операторы Digiturk, tivibu, D-Smart и Turkcell TV+, и конечно на спутнике Türksat.
Канал начал вещание в формате HD 8 января 2015 года. 5 января 2017 года вещание канала на SD-канале было прекращено одновременно с Number One Türk TV.

## ТВ программы
- 35 mm
- Dance
- Hit
- Günaydın (рус. Доброе утро)
- Günün Şarkısı (рус. Песня дня)
- Jukebox
- Mixer
- Most Wanted
- On Air
- Pazar Konseri (рус. Воскресный концерт)
- Performans (рус. Производительность)
- Pop 100
- Start
- DJ Set

### Старые программы
- Bir Numara
- CocaCola Karaoke
- C&C Zone
- Tele-Alışveriş (рус. Телемагазин)
- Number1 Fm Hits
- Fresh
- Gold
- Hit of The Day
- Triple Play
- Play & Forward
- Happy Hours
- StarList
- Retrospektif

## NR1 HD

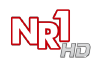
Логотип телеканала.

NR1 HD (Number One TV HD) — канал высокой четкости компании Number One TV, основанной 8 января 2015 года.
Канал Number One TV HD можно смотреть на Türksat 3A 12729 V 30000 2/3 частота, Digitürk на канале 94, D-Smart на канале 114, tivibu на канале 164 и Turkcell TV+ на канале 132.